# Georg von Braun
Georg Gustaf Wilhelm von Braun  (Istrum, 21 maart 1886 - Täby, 23 augustus 1972) was een Zweeds ruiter, die gespecialiseerd was in eventing en springen. Tijdens de Olympische Zomerspelen 1920 behaalde Von Braun in de individuele eventingwedstrijd de achtste plaats en met het Zweedse team de gouden medaille. Vier jaar later nam Von Braun deel aan het springen en behaalde hierbij de negentiende plaats en hij was het schrapresultaat bij de landenwedstrijd.

## Resultaten
- Olympische Zomerspelen 1920 in Antwerpen 8e individueel eventing met Diana
- Olympische Zomerspelen 1920 in Antwerpen landenwedstrijd eventing met Diana
- Olympische Zomerspelen 1924 in Parijs 19e individueel springen met Anvers

1912: Nordlander, Adlercreutz, Casparsson,  Horn af Åminne ·
1920: Mörner, Lundström, von Braun,  Dyrsch ·
1924: Van der Voort van Zijp, Pahud de Mortanges, De Kruijff,  Colenbrander ·
1928: Pahud de Mortanges, De Kruijff, Van der Voort van Zijp ·
1932: Thomson, Chamberlin, Argo ·
1936: Stubbendorf, Lippert, von Wangenheim ·
1948: Henry, Anderson, Thomson ·
1952: von Blixen-Finecke, Stahre, Frölén ·
1956: Weldon, Rook, Hill ·
1960: Morgan, Lavis, Roycroft ·
1964: Checcoli, Angioni, Ravano ·
1968: Allhusen, Meade, Jones ·
1972: Meade, Gordon-Watson, Parker, Phillips ·
1976: Coffin, Plumb, Davidson, Tauskey ·
1980: Blinov, Salnikov, Volkov, Rogosjin ·
1984: Plumb, Stives, Fleischmann, Davidson ·
1988: Erhorn, Baumann, Kaspareit, Ehrenbrink ·
1992: Green, Rolton, Hoy, Ryan ·
1996: Schaeffer, Rolton, Hoy, Dutton ·
2000: Dutton, Hoy, Tinney, Ryan ·
2004: Boiteau, Lyard, Courrèges, Teulère, Touzaint ·
2008: Thomsen, Ostholt, Dibowski, Klimke, Romeike ·
2012: Auffarth, Jung, Klimke, Schrade, Thomsen ·
2016: Laghouag, Lemoine, Nicolas, Vallette ·
2020: Collett, McEwen, Townend ·
2024: Canter, Collett, McEwen
- Virtual International Authority File: 4540154260740924480006